# Ilhas Cayman nos Jogos Pan-Americanos de 2011
As Ilhas Cayman participaram dos Jogos Pan-Americanos de 2011 em Guadalajara, no México. Foi a sétima aparição do país em Jogos Pan-Americanos.